# Austin-Putilov
Le autoblindo Austin-Putilov, prodotte in grandi quantitativi, utilizzavano un progetto inglese, ma furono per la maggior parte prodotte e utilizzate in Russia.
I Russi utilizzarono come base lo scafo di un autocarro e lo modificarono considerevolmente per renderlo adatto alle dure condizioni dell'ambiente russo. Alcuni esemplari furono trasformati in semicingolati e ad alcuni fu aggiunta una maggiore corazzatura.

## Sviluppo

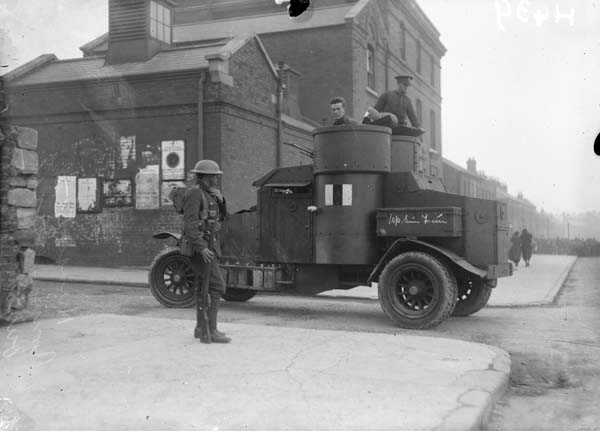
Austin inglese in Irlanda, 1920.

La storia della Austin-Putilov ebbe inizio poco dopo lo scoppio della prima guerra mondiale. Nel 1914, infatti, la Russia fece richiesta alle fabbriche inglesi di un grande quantitativo di autoblindo dotate di due mitragliatrici e di blindatura completa. Tale richiesta fu inoltrata dal momento che la capacità produttiva russa era insoddisfacente.
Nel settembre del 1914 si ebbe la produzione di 48 autoblindo basate sull'autovettura Colonial. Erano dotate di un motore da 30 CV e di due mitragliatrici collocate in due torrette indipendenti ai lati dell'autoblindo.
Una volta consegnate, le vetture dimostrarono di avere una blindatura troppo sottile, vulnerabile anche ai colpi di mitragliatrice. Per questo motivo venne montata una nuova blindatura più spessa di 7 mm, cosa che però metteva sotto eccessivo sforzo sia il telaio che il motore. Inoltre la vettura aveva enormi difficoltà di controllo sui percorsi sterrati.

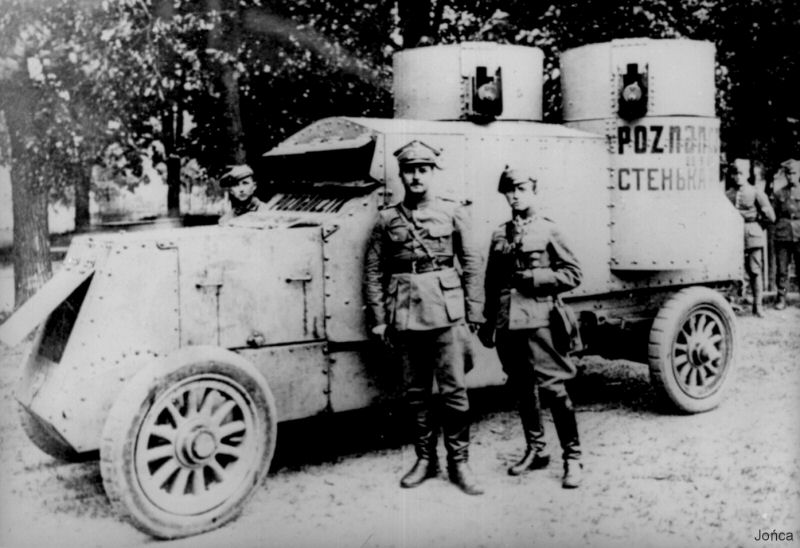
Austin-Putilov «Poznańczyk» presso Bobruysk. Guerra sovietico-polacca, 1920.

Per questo motivo, nel 1915 vennero consegnati 60 nuovi modelli, dotati di motore da 50 CV e telaio pesante 1,5 tonnellate.
Nel 1916 arrivò un nuovo stock di altre 60 autoblindo, migliorate sotto alcune aspetti. Solo alcune vennero impiegate in battaglia contro le forze tedesche, mentre molte furono utilizzate dai bolscevichi durante la guerra civile.
Per il 1917 fu fatto un ordine di 70 nuove Austin, le quali però non vennero mai consegnate a causa degli stravolgimenti politici in atto in Russia e furono incorporate dalla Royal Army.
Contemporaneamente alle vetture fornite dalla Gran Bretagna, la fabbrica Putilov di San Pietroburgo sviluppò una propria versione della Austin del 1916. Questo modello aveva blindatura maggiorata, torrette disposte diagonalmente in modo tale da occupare meno spazio e mitragliatrici elevabili per fungere da armi anti-aeree.
Di questa versione, furono sviluppati 12 modelli semicingolati denominati Austin-Kégresse. I Kégresse furono sviluppati con lo scopo di avere una manovrabilità maggiore sui fondi sabbiosi e fangosi sfruttando i cingoli, elemento che li rendeva molto più manovrabili rispetto ai modelli standard. Furono costruiti tra il 1919 e il 1920 e vennero impiegati nella guerra Russo -Polacca.
I primi modelli della Austin-Putilov di serie vennero prodotti nel 1918, mentre ne furono prodotti 33 tra il 1919 e il 1920.

## Impiego operativo

### Russia

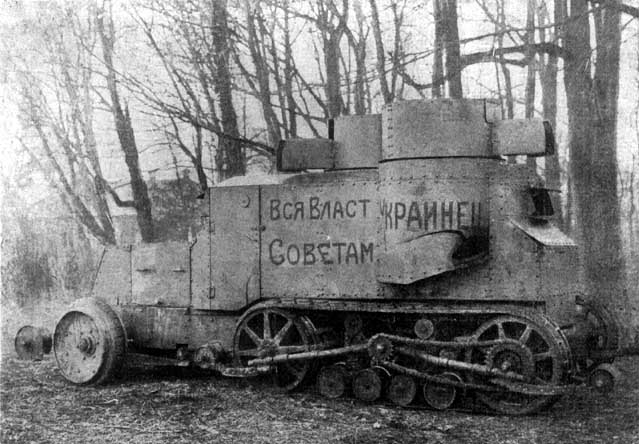
Autoblindo Austin-Putilov semicingolata (sistema Kégresse) dell'Armata rossa, danneggiata durante la guerra sovietico-polacca nella zona di Žytomyr, 21 marzo 1920.

Nel 1914, in Russia vennero organizzati i nuovi plotoni meccanizzati armati che comprendevano 3 autoblindo Austin, quattro auto di servizio, un'officina mobile, un camion, un'autocisterna, 3 motociclette e un sidecar. Tali plotoni, che in totale furono otto, comprendevano un personale di 50 volontari ciascuno. Ad ognuno di questi raggruppamenti venne inserita un autoblindo Garford a partire dal 1916.
Per tutto il conflitto le Austin-Putilov vennero impiegate sul fronte occidentale contro i tedeschi e sul fronte Sud-occidentale contro gli austriaci. Di tutte le vetture fornite, 11 finirono distrutte durante i combattimenti.
Durante la guerra civile russa, tutte le fazioni in campo impiegarono tra le loro file le Austin-Putilov. Alla fine delle ostilità, nel 1921, si contavano ancora un centinaio di autoblindo in funzione, le quali vennero poi dismesse tra il 1931 e il 1933. Alcuni esemplari rimasero in funzione fino al 1941.

### Gran Bretagna

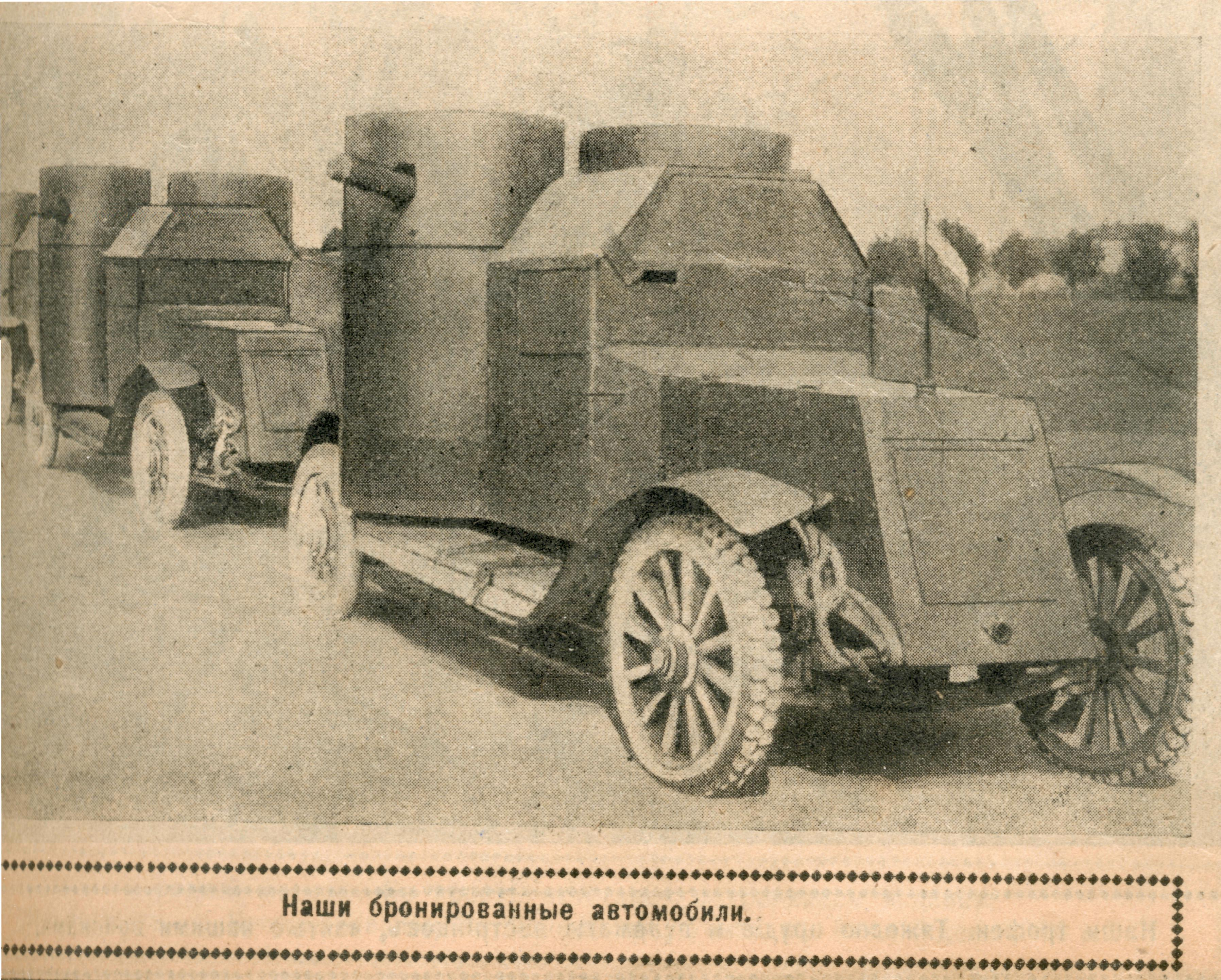
Una Austin 1ª serie.

Sedici autoblindo Austin furono inviate in Francia nel 1918, inquadrate nel 17º battaglione corazzato.
Il loro impiego più significativo fu durante la battaglia di Amiens, dove il battaglione riuscì a liberare dalle forze tedesche la cittadina di Framerville. Alla fine del conflitto si contarono tre perdite.
Una ventina di unità fu inviata anche nel Mar Caspio, dove avevano il compito di proteggere dai turchi, con il supporto di unità dei russi bianchi, i pozzi petroliferi di Baku.
Altre unità furono dispiegate in India nel 1919 e in Iraq, dove furono adattate a viaggiare su binari ferroviari.
Successivamente le Austin furono impiegate nel 1919 in Irlanda durante la guerra civile.

### Germania
Alcune unità catturate servirono nel Deutsches Heer durante i combattimenti sia ad oriente sia ad occidente. Dopo la fine delle ostilità un paio di unità furono inquadrate, nel 1919, nell'unità corazzata Kokampf.

### Finlandia

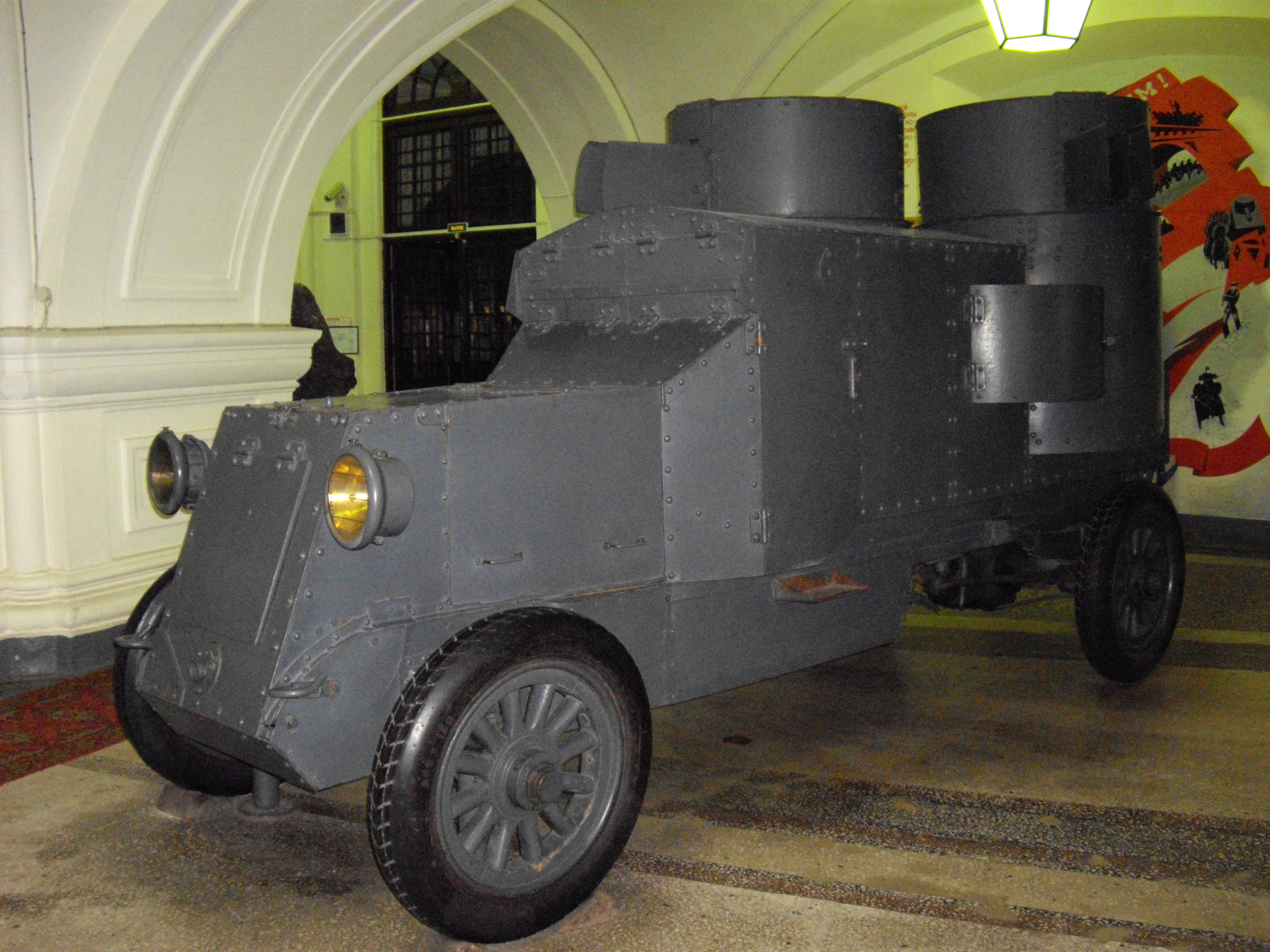
Austin-Putilov esposta al Museo di artiglieria di San Pietroburgo.

Due Austin-Putilov furono inviate dai sovietici a sostegno delle Guardie Rosse Finlandesi. Queste unità vennero catturate ed utilizzate dall'esercito finlandese fino alla metà degli anni venti.

### Estonia

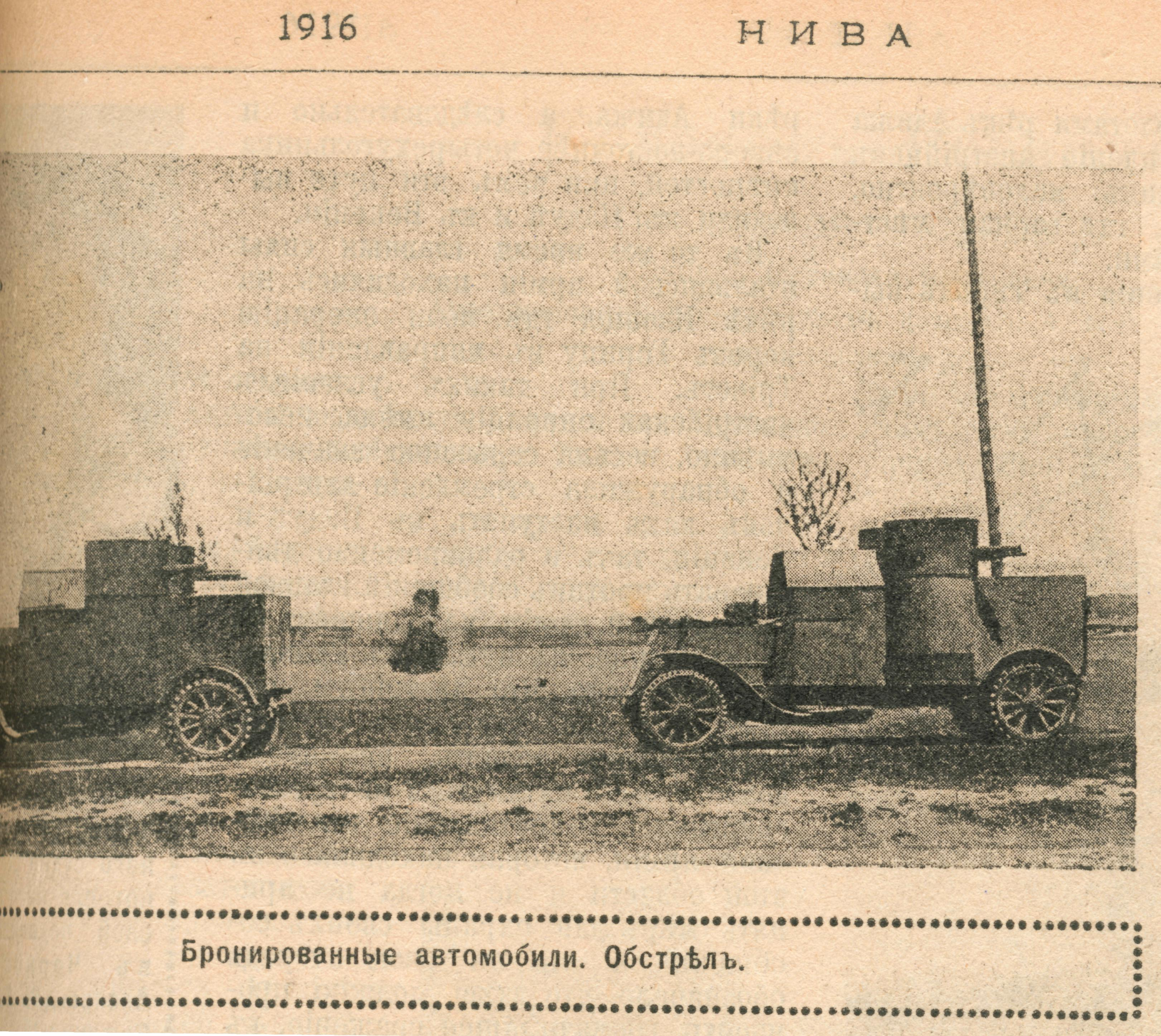
Austin 1ª serie dell'Esercito imperiale russo durante la prima guerra mondiale.

Nel 1919 l'Estonia catturò e reimpiego 2 Austin-Putilov sovietiche.

### Lituania
Un'unità venne venduto all'esercito lituano dopo la prima guerra mondiale.

### Romania
Un modello di terza serie servì nell'esercito rumeno alla fine delle ostilità della grande guerra.

### Mongolia
Alcune unità vennero cedute dall'Unione Sovietica all'esercito rivoluzionario mongolo alla fine della guerra civile.

### Austria
Alcune Austin vennero catturate dall'esercito austriaco ed utilizzate sui vari fronti. Una rimase in servizio fino al 1935.

### Giappone
Molte Austin in dotazione al Royal Army vennero cedute al Giappone alla fine del conflitto mondiale.

### Polonia
Molte unità sovietiche vennero sequestrate dall'esercito polacco dopo la fine della guerra del 1920